# Menstruacija
Menstruacija, tudi mesečna čišča, mesečno perilo, mesečna perioda, je periodična fiziološka krvavitev iz maternice, ki se ponavlja v približno štiritedenskih presledkih od pubertete do klimakterija zaradi razpada sluznice po prenehanju sekrecijske faze maternične sluznice (endometrija). Zgodi se samo pri ženskah.

## Etimologija
Besedo 'menstruacija' je slovenščina prevzela iz nemščine ali francoščine, ti pa iz latinske besede 'menstrua', ki je izpeljana iz pridevnika 'menstruus', dob. 'mesečni' oz. samostalnika 'mensis', dob. 'mesec'. Slovenščina za ta pojem pozna veliko izrazov.

## Opis
Normalna menstruacija traja 3 do 7 dni. Povprečni menstrualni ciklus traja 28 dni od prvega dne ene mestruacije do prvega dne naslednje menstruacije, kot normalno obdobje menstrualnega cikla pa velja od 21 do 35 dni.
Povprečen volumen menstrualne tekočine v eni mesečni periodi znaša 35 mililitrov, normalna vrednost pa je od 10 do 80 mililitrov. Menstrualna tekočina vsebuje poleg krvi tudi cervikalno sluz, nožnične izločke in endometrijsko tkivo. Je rdečerjave barve, nekoliko temnejša od krvi.
Številne ženske med menstruacijo opažajo izločanje delov maternične sluznice v obliki majhnih delčkov tkiva, pomešanega s krvjo. Gre za normalen pojav, ki se pojavlja zlasti pri ženskah z močnejšimi menstrualnimi krvavitvami. Včasih take delce imenujejo menstrualni strdki, vendar ne gre za dejanske krvne strdke, marveč skupke tkiva. Menstrualna kri namreč praviloma ne tvori strdkov zaradi prisotnosti fibrinolizina in drugih snovi, ki zavirajo strjevanje krvi.

## Predmenstrualni sindrom
Včasih se pred menstruacijo pojavijo hujši telesni, čustveni in fiziološki znaki, ki jih s skupnim nazivom imenujejo predmenstrualni sindrom. Značilni simptomi so razdražljivost, tesnobnost, čustvena nestabilnost, depresija, otekline, bolečina v prsih, spodnjem delu trebuha in glavoboli. Pojavijo se lahko okoli 7 do 10 dni pred nastopom menstruacije in izzvenijo nekaj ur po njem.